# オックスフォード古典学事典
『オックスフォード古典学事典』または『オックスフォード古典事典』 (英語: Oxford Classical Dictionary、OCD)は、「古代に関する最高の単巻事典」とも呼ばれる、古典古代およびその時代の文明をテーマとした英語事典。1949年の初版 (OCD1 またはOCDと略記)は、マックス・カーリー編、H・J・ローズやH・P・ハーヴェー、アレクサンダー・スーター協力という面々で編纂された。1970年の第二版 (OCD2)はニコラス・G・L・ハモンド、H・H・スカラード編、1996年の第三版 (OCD3)はサイモン・ホーンブロワー、アントニー・スポーフォース編である。2003年に改訂第三版が出版されているが、これは第三版とほとんど変わらない。2012年の第四版 (OCD4)はサイモン・ホーンブロワー、アントニー・スポーフォース、Esther Eidinow編。2016年に完全デジタル版がオンライン上で出版された。編者はサンダー・ゴールドバーグ（2013年-2017年）とティム・ウィットマーシュ（2018年-現在）である。OCD4から6,300項目を引き継いでいる他、それらを含めて毎月輪転制で更新され続けている。マルチメディアで展開され、古代世界の地図に自由にアクセスできるのが特徴である。
OCDには6,400項目以上の公開記事が収録されており、古代ギリシアやローマの日常生活から、彼らの地理学、宗教、歴史人物に至るまで幅広く扱っている。

## オンラインでの公開範囲
オックスフォード古典学事典の第四版および改訂第三版は、オンラインで登録学術機関のメンバーやオックスフォード・リファレンスを通じて登録した個人に公開されている。また第三版 (1996) はCD-ROMでも提供されている。ただこれは最近のWindowsに対応しておらず、修正も再出版もされていない。
オンラインの事典は、Oxford Research Encyclopediasを通じて公開されている。未登録の個人であっても、各記事の冒頭部もしくは要約、あるいは一部の記事の全文を無料で読むことができる。

## オックスフォード・コンパニオン・トゥ・クラシカル・シヴィライゼーション
『オックスフォード・コンパニオン・トゥ・クラシカル・シヴィライゼーション』(OCCC)は、オックスフォード大学出版局が発行しているオックスフォード・コンパニオンズシリーズの一つで、OCDからの抜粋と図像で構成された別個の出版物である。1998年の初版 (OCCC1もしくはOCCC)はサイモン・ホーンブロワー、アントニー・スポーフォースによる編纂で、OCD3から600本以上の記事が使われている。2004年にペーパーバック版が出版された。2014年の第二版 (OCCC2)はサイモン・ホーンブロワー、アントニー・スポーフォース、Esther Eidinow編。OCD4から700本以上の記事が抜粋されている。

## 賞品
全米ラテン語試験
全米ラテン語試験では、連続して金メダルを獲得した学生に賞品としてOCDが贈られるのが慣例となっている。

## 版の一覧
オックスフォード古典学事典
- Oxford Classical Dictionary. Edited by Max Cary, with the assistance of H. J. Rose, H. P. Harvey, and A. Souter. Oxford: Clarendon Press, 1949.
- Oxford Classical Dictionary. Edited by Nicholas G. L. Hammond and H. H. Scullard. 2nd ed. Oxford: Clarendon Press, 1970.
- Oxford Classical Dictionary. Edited by Simon Hornblower and Antony Spawforth. 3rd ed. Oxford and New York: Oxford University Press, 1996. ISBN 978-0-19-866172-6.
- Oxford Classical Dictionary. Edited by Simon Hornblower and Antony Spawforth. 3rd rev. ed. Oxford and New York: Oxford University Press, 2003. ISBN 978-0-19-860641-3ISBN 978-0-19-860641-3.
- Oxford Classical Dictionary. Edited by Simon Hornblower, Antony Spawforth, and Esther Eidinow. 4th ed. Oxford and New York: Oxford University Press, 2012. ISBN 978-0-19-954556-8ISBN 978-0-19-954556-8.
- Oxford Classical Dictionary. Edited by Tim Whitmarsh. Digital ed. New York: Oxford University Press. ISBN 978-0-19-938113-5ISBN 978-0-19-938113-5.

オックスフォード・コンパニオン・トゥ・クラシカル・シヴィライゼーション
- Oxford Companion to Classical Civilization. Edited by Simon Hornblower and Antony Spawforth. Oxford and New York: Oxford University Press, 1998, 2004. ISBN 978-0-19-860165-4ISBN 978-0-19-860165-4 (hb), ISBN 978-0-19-860958-2 (pb).
- Oxford Companion to Classical Civilization. Edited by Simon Hornblower, Antony Spawforth, and Esther Eidinow. 2nd ed. Oxford and New York: Oxford University Press, 2014. ISBN 978-0-19-870677-9ISBN 978-0-19-870677-9.